# Émile Boirac
Émile Boirac (Guelma, Argelia, 26 de agosto de 1851 - Dijón, Francia, 20 de septiembre de 1917) fue un filósofo y psíquico francés, impulsor del idioma esperanto.
Fue nombrado en 1898 rector de la Universidad de Grenoble y en 1902 de la de Dijón. 
Fue un notable difusor del esperanto. Presidió su Primer Congreso Universal (Boulogne-Sur-Mer, Francia, 7 a 12 de agosto de 1905 y dirigió la Academia de Esperanto.
Además es recordado por la creación del término déjà vu en su libro L'Avenir des Sciences Psychiques, donde también define la metagnomia, el conocimiento adquirido sin el uso de los sentidos, lo que hoy se conoce como percepción extrasensorial.
Boirac formó parte del Consejo de Consulta de la Sociedad Magnetológica Argentina, fundada por el químico, escritor y también psíquico paraguayo Ovidio Rebaudi En dicho Consejo se encontraban también Charles Richet (Premio Nobel de Medicina, 1901), César de Vesme, Enrico Morselli, Théodore Flournoy entre otros.

## Obras
- Traducción al esperanto de la Monodalogía de Leibniz (1902)
- Sxlosileto kvarlingva (1903)
- Perdita kaj retrovita (1905)
- Qu'est-ce que l'espéranto? (1906)
- Le Congrès espérantiste de Genève (1906)
- Pri la homa radiado (1906)
- Traducción al esperanto del Don Juan de Molière (1909)
- Traducción al esperanto de La historia del otro Rey Mago, de Henry van Dyke (1909)
- Plena Vortaro E-E-a (1909)
- Le problème de la langue internationale (1911)
- Vortaro de la Oficialaj Radikoj (1911)
- Fundamentaj principoj de la vortaro esperanta (1911)
- L'Avenir des Sciences Psychiques (1917)

- Datos: Q18436
- Multimedia: Émile Boirac / Q18436